# Sanem (Vorname)
Sanem ist ein türkischer weiblicher Vorname und bedeutet so viel wie „Götze“ oder „hübsche Dame“ bzw. - Frau. Sanam kommt in der Pluralform „aṣnām“ im Koran vor und ist die Bezeichnung für altarabische Gottheiten.

## Namensträgerinnen
- Sanem Çelik (* 1975), türkische Schauspielerin und Ballerina
- Sanem Güngör (* 1981), deutsche Juristin und Kommunalpolitikerin (SPD)
- Sanem Kleff (* 1955), deutschtürkische Pädagogin